# Wiang Pa Pao (huyện)
Wiang Pa Pao (tiếng Thái: เวียงป่าเป้า) là huyện (‘‘amphoe’’) cực nam của tỉnh Chiang Rai, phía bắc Thái Lan.

## Địa lý
Các huyện giáp ranh (từ phía bắc theo chiều kim đồng hồ): Mae Suai, Phan của tỉnh Chiang Rai, Wang Nuea, Mueang Pan của tỉnh Lampang, Doi Saket và Phrao của tỉnh Chiang Mai.

## Lịch sử
Tiểu huyện (King Amphoe) được lập năm 1907 và thuộc huyện Mae Prik, huyện Mae Suai ngày nay. Đơn vị tiểu huyện đã được nâng cấp thành huyện vào năm 1932.

## Hành chính
Huyện này được chia thành 7 phó huyện (tambon), các đơn vị này lại được chia thành 92 làng (muban). Có hai thị trấn (thesaban tambon) - Wiang Pa Pao nằm trên một phần của tambon Wiang, và Mae Khachan nằm trên một phần của tambon Mae Chai. Ngoài ra có 7 tổ chức hành chính tambon (TAO).
| Số TT | Tên           | Tên tiếng Thái | Số làng | Dân số |  |
| ----- | ------------- | -------------- | ------- | ------ |  |
| 1.    | San Sali      | สันสลี           | 12      | 8.943  |  |
| 2.    | Wiang         | เวียง           | 12      | 15.147 |  |
| 3.    | Ban Pong      | บ้านโป่ง         | 7       | 5.237  |  |
| 4.    | Pa Ngio       | ป่างิ้ว           | 16      | 9.563  |  |
| 5.    | Wiang Kalong  | เวียงกาหลง      | 15      | 9.769  |  |
| 6.    | Mae Chedi     | แม่เจดีย์         | 16      | 10.029 |  |
| 7.    | Mae Chedi Mai | แม่เจดีย์ใหม่      | 14      | 9.753  |  |